# 李登柱
李登柱（1936年4月—2023年10月22日），男，福建霞浦人，曾任中直机关工委副书记，中国共产党第十四次全国代表大会代表，第十五届中央纪律检查委员会常务委员会委员。
1936年4月，李登柱在福建霞浦出生。
1958年9月，李登柱参加工作。1956年11月，正式加入中国共产党。1958年9月至1966年6月期间，他先后担任北京钢铁学院党委宣传部干事、副科长以及院报总编辑。1966年6月至1974年7月，他在北京钢铁学院机械厂、河北迁安铁矿和北京钢铁学院“五七”干校劳动。
1974年7月至1983年5月，他在北京钢铁学院担任院报编辑、院党委办公室副主任兼德育教研室副主任以及院纪委委员。1983年5月至1984年8月，他在冶金工业部机关党委宣传处担任处长。1984年8月至1993年12月，他在中央办公厅秘书局担任正处级干部、处长、副局长和局长。1993年12月至2003年1月，他在中共中央直属机关工作委员会担任副书记以及纪工委书记。
2023年10月22日，李登柱因病在北京逝世。